# EN103-9
A EN103-9 é uma estrada nacional que integra a rede nacional de estradas de Portugal. Liga Sendim, na fronteira com Espanha, a Castanheira, no nó da N 103. É a estrada nacional de ligação a Montalegre e outras aldeias em redor. 
Na fronteira existe uma área de serviço antes da entrada no outro país, algo pouco comum em estradas do interior. 